# The U-Men
The U-Men foram uma banda musical pós-punk norte-americana originária de Seattle, ativa na década de 1980. Seu som cru e sujo com guitarras distorcidas daria origem ao que seria mais tarde o grunge.

## Membros
- John Bigley - vocal
- Tom Price - guitarra
- Robin Buchan - baixo (1981-1982)
- Charlie Ryan - bateria
- Jim Tillman - baixo (1982-1986)
- Tom Hazelmyer - baixo (1987)
- Tony Ransom - baixo (Julho de 1987-1989)

## Discografia

### Álbuns
- Step on a Bug (Black Label Records, 1988)
- Solid Action (compilação) (Chuckie-Boy Records, 2000)

### Singles / EP's
- U-Men EP (Bombshelter Records, 1984)
- Stop Spinning EP (Homestead Records, 1985)
- "Solid Action" b/w "Dig It A Hole" (Black Label Records, 1987)
- "Freezebomb" b/w "That's Wild About Jack" (Amphetamine Reptile, 1988)